# Kevin Vogel
Kevin Vogel (ur. 4 marca 1969) – amerykański zapaśnik walczący przeważnie w stylu klasycznym. Pierwszy w Pucharze Świata w 1996 roku.
Zawodnik Bedford Public Schools z Temperance i Central Michigan University. Trzy razy wygrał Mid-American Conference, w 1989, 1990 i 1992 roku, trener.